# سامسونج جالكسي إف 04
سامسونج جالكسي إف 04 (بالإنجليزية: Samsung Galaxy F04)‏ هو هاتف ذكي يعمل بنظام أندرويد تمَّ تصميمه وتصنيعه بواسطة شركة إلكترونيات سامسونج، تمَّ الإعلان عنهُ لأوَّل مرَّة في 4 يناير 2023.

## التَّاريخ
في 4 يناير 2023 تمَّ إدراج الهاتف للبيع في فليبكارت مقابل 9499 روبية هندية، لكن عرض الإطلاق الترويجي يُتيح عليه مقابل 7499 روبية هندية، كما أنَّ مبيعات الهاتف الرسميَّة في الهند تبدأ في 12 يناير 2023.

## التَّصميم
في الخلف، يحتوي الجهاز على هيكل بلاستيكي لامع، وعلامة سامسونج التجاريَّة، وكاميرا مُزدوجة.

## المُواصفات
يعمل الهاتف بوحدة مُعالَجَة مركزيَّة أنتجتها شركة ميدياتيك التايوانيَّة نوع هيليو بي 35 (بالإنجليزية: Helio P35)‏.
تتضمَّن الكاميرا الخلفيَّة المزدوجة، مستشعرًا رئيسي بدقة 13 ميجابكسل ومستشعر إضافي بدقة 2 ميجابكسل، كما تحتوي الواجهة الأماميَّة على عدسة سيلفي بدقة 5 ميجابكسل.
يحتوي الهاتف على 64 جيجابايت من مساحة التخزين و8 جيجابايت من ذاكرة الوصول العشوائي، قابلة للزيادة بمقدار 8 جيجابايت عبر ذاكرة الوصول العشوائي الافتراضية. ويُمكن توسيع التخزين حتى 1 تيرابايت عبر بطاقة مايكرو إس دي.
يأتي الهاتف بارتفاع 164.2 مـم (6.46 بوصة)، وبعرض 75.9 مـم (2.99 بوصة)، وبعمق 9.1 مـم (0.36 بوصة). نوع شاشة الهاتف هي آي بي إس إل سي دي [الإنجليزية]، حجم 6.5 بوصة (17 سـم)، بجودة إتش دي+ (HD+)، ودقة عرض 1600 × 720 بكسل، مع مُعدَّل تحديث يُقدَّر بـ 60 هرتز في الثانيَّة.
يكون الهاتف مزودًا بنظام التشغيل أندرويد 12 الجاهز ويأتي مزودًا بأربع سنوات من التحديثات الأمنيَّة وترقيات نظام التشغيل مرتين.